# Papa Vittore II
Vittore II, nato Gebhard dei conti di Calw, Dollnstein e Hirschberg (in tedesco Gebhard von Calw-Dollnstein-Hirschberg), talvolta erroneamente chiamato Papa Vittorio II (Germania, 1018 circa – Arezzo, 28 luglio 1057), è stato il 153º papa della Chiesa cattolica dal 1054 alla sua morte. Nonostante il suo luogo di nascita sia sconosciuto, è considerato un papa tedesco in quanto imparentato con la dinastia salica. Fu il quinto papa tedesco della Chiesa cattolica.

## Biografia
Parente dell'imperatore Enrico III, suo padre era un barone della Svevia, il conte Arduico/Hartwig di Calw, fratello del  patriarca di Aquileia Gotebaldo, mentre la madre fu Beliza, forse appartenente alla stirpe Welfen oppure era figlia a sua volta di Adelaide di Metz, quest'ultima madre di Corrado II il Salico; un suo nipote potrebbe essere stato Udalschalk di Lurngau.
Chierico proveniente da una famiglia di rango, iniziò la formazione ed il percorso spirituale sotto il vescovo di Ratisbona Gebeardo III di Hohenlohe. Si perfezionò nella scuola della cattedrale di Ratisbona. Quando aveva 24 anni fu nominato, su insistenza del vescovo Gebeardo III, zio dell'imperatore Enrico III, vescovo di Eichstatt. In questo ruolo appoggiò gli interessi dell'imperatore e divenne infine uno dei suoi più stretti consiglieri.

### L'elezione al Soglio
Alla morte di papa Leone IX (19 aprile 1054), Ildebrando di Soana, la più importante figura ecclesiastica del tempo e futuro papa, si trovava in Francia; Gebeardo si portò subito in Germania a Magonza dove arrivò anche una delegazione di nobili romani contrari alla rigida riforma ildebrandina. Ildebrando propose come papa proprio il vescovo di Eichstatt il quale era più vicino alle tesi riformiste. Gebeardo di Calw fu quindi nominato papa (in base al Privilegium Othonis) da Enrico III a Magonza nel settembre 1054. Dopo aver scelto il nome pontificale di Vittore II, chiese all'imperatore il suo appoggio per la riconquista dei territori dello Stato della Chiesa perduti. Venne consacrato il 13 aprile 1055 (sette mesi dopo l'elezione) nella Basilica di San Pietro.

### Pontificato

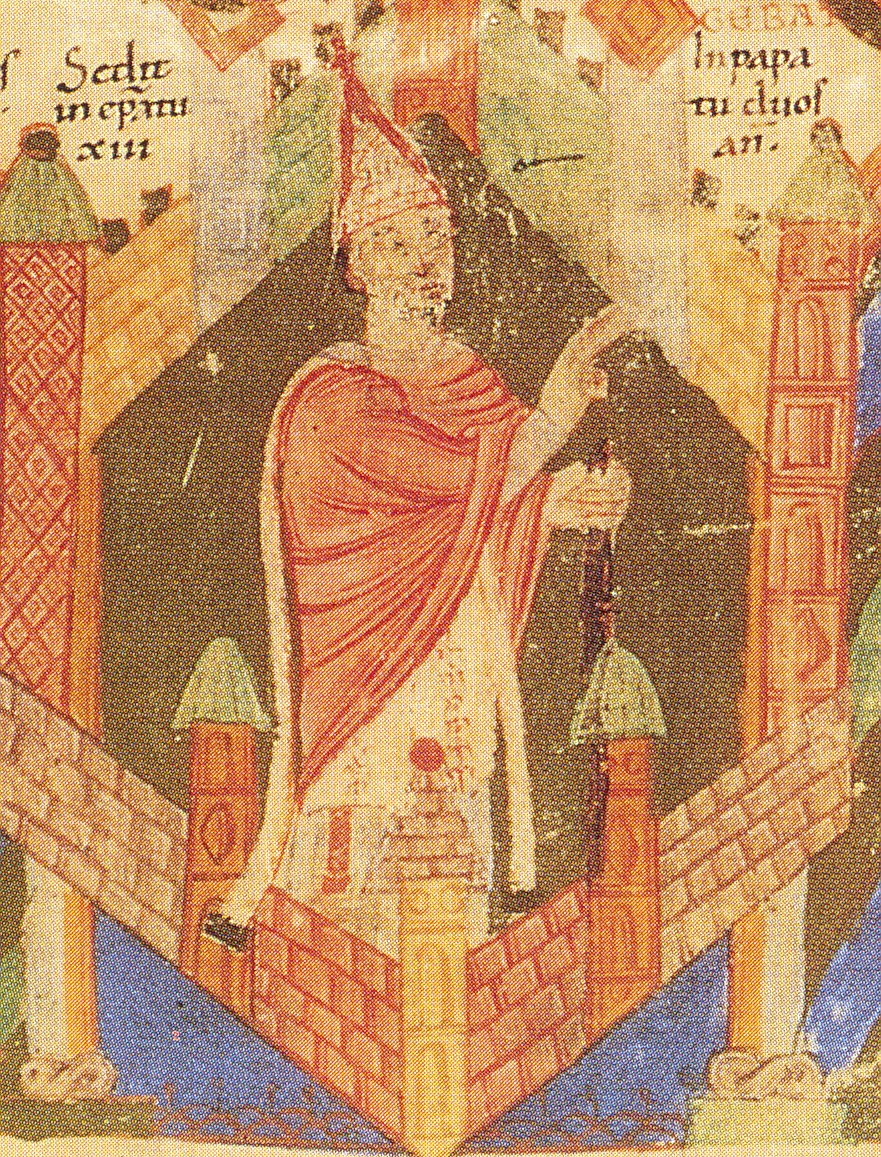
Vittore II raffigurato in una miniatura del Pontificale Gundekariano

Nel giugno 1055, Vittore incontrò l'Imperatore a Firenze e vi tenne un concilio, che rafforzò la condanna già espressa da Leone IX sul matrimonio del clero, sulla simonia e sulla perdita di proprietà della Chiesa. Nell'anno seguente, venne chiamato al fianco dell'imperatore, i cui giorni terreni volgevano al termine. Vittore era con Enrico III quando questi morì a Botfeld, nell'Harz, il 5 ottobre 1056. Come tutore del figlio neonato di Enrico (Enrico IV) e consigliere dell'imperatrice Agnese, madre e reggente di Enrico IV, Vittore disponeva di un enorme potere, che usò per mantenere la pace in tutto l'impero e rafforzare il papato contro le aggressioni dei baroni. Affidò ad Ildebrando il compito di continuare la sua riforma, soprattutto in Francia, ostacolando l'elezione di vescovi non ritenuti degni di tale incarico.
In Italia cercò appoggi potenti e li trovò in Goffredo I di Toscana, l'uomo più potente della penisola. Egli aveva sposato Beatrice di Lotaringia, vedova di Bonifacio III di Canossa (ucciso nel 1052), da cui aveva avuto una figlia, Matilde (nata nel 1046). L'imperatore Enrico III aveva cercato di ostacolarlo in tutti i modi fino a prendere in ostaggio Beatrice e la piccola Matilde e portarle in Germania. Morto l'imperatore Enrico III (ottobre 1056), Vittore II si ritrovò a gestire la sorte di questi potenti ostaggi. Con l'aiuto dei consigli di Ildebrando, riuscì a far fare la pace tra Agnese, vedova dell'imperatore, e Goffredo, al quale furono restituite la moglie e la figliastra, oltre al territorio della Lorena (Lotaringia). Appianata la questione, lasciò la Germania ed affidò all'arcivescovo Annone di Colonia la tutela dell'imperatrice Agnese e del bambino, il futuro Enrico IV, di appena sei anni.
Le fatiche dei viaggi lunghi ed estenuanti lo fiaccarono notevolmente, tanto che morì, ad appena 40 anni, durante il viaggio di ritorno verso Roma di malaria nei pressi di Arezzo, dove si era fermato per ricomporre una diatriba tra i vescovi di Arezzo e Siena.
La corte di Vittore desiderava portare le sue spoglie nella cattedrale di Eichstätt per la sepoltura. Ma prima che raggiungesse la città, il feretro venne preso da alcuni cittadini di Ravenna e quindi sepolto nella chiesa di Santa Maria Rotonda, oggi Mausoleo di Teodorico, lo stesso luogo di sepoltura del sovrano ostrogoto. Tuttavia oggi la tomba risulta vuota.

## Papa Vittore II nella letteratura
Papa Vittore II compare nel romanzo di Chufo Lloréns Il signore di Barcellona. Nell'opera Vittore scomunica il conte di Barcellona Raimondo Berengario I per la sua relazione con Almodis de La Marche; successivamente il pontefice revoca la scomunica.